# Transkaukasische Kletternatter
Die Transkaukasische Kletternatter (Zamenis hohenackeri) ist eine Schlange aus der Familie der Nattern (Colubridae) und lebt in Westasien.

## Merkmale
Kleine, zierlich gebaute Natter mit meistens unter 75 cm Gesamtlänge. Die Männchen erreichen maximal 74 cm, die Weibchen maximal 79 cm. Der Kopf ist schlank, gestreckt und nur wenig vom Hals abgesetzt. Die Grundfarbe der Oberseite ist hellgrau, hellbraun, graubraun oder braun, wobei sie sich an den Kopfseiten deutlich aufhellen kann. Hinter den Augen findet sich jeweils eine dunkle Schläfenbinde und im Nackenbereich häufig eine dunkle, nach hinten offene u-förmige Zeichnung. Die Kopfoberseite ist fein dunkel gesprenkelt. Der Rücken weist dunkelbraune Querflecken auf, die meist durch eine helle, beigefarbene, gelbliche oder auch leicht rosafarbene Mittellinie geteilt werden. Die Flanken haben dunkle, barrenartige Flecken. Die Unterseite ist gelblich bis bräunlich und weist zahlreiche schwärzliche Flecken auf. Sie kann im mittleren Abschnitt auch nahezu schwarz sein und im hinteren Bereich orange oder rötlich. Die Jungtiere sind etwas kontrastreicher gefärbt als die Alttiere.

## Verbreitung
Das Verbreitungsgebiet der Transkaukasischen Kletternatter setzt sich aus disjunkten Teilarealen zusammen. Sie besiedelt den Südwesten der Türkei, die Mittelmeerküste zwischen der Osttürkei und dem Norden Israels, wobei sie auch im Libanon und Westen Syriens vorkommt, mehrere Teilareale im Kaukasus, sowie ein großes Verbreitungsgebiet von der türkischen Schwarzmeerküste bis in den Norden des Irak und Nordwesten des Iran. Im Kaukasus werden zudem die Länder Georgien, Armenien, Aserbaidschan und Russland besiedelt, wobei sie in Russland nur ein kleines Gebiet im Süden bewohnt.

## Lebensraum
Die Art findet sich von Meeresspiegelhöhe bis 2500 m über NN. Bewohnt werden vor allem steinige Steppengebiete mit dichter Krautschicht und vereinzelten Sträuchern, Felsgeröll, sowie Mauern von Ruinen. Außerdem kann die Art an felsigen Fluss- und Bachläufen, in dichtem Gebüsch an Berghängen und in lichten Wäldern, sowie an Wald- und Wegrändern gefunden werden. Sie führt eine sehr verborgene Lebensweise und hält sich bevorzugt zwischen Geröll, unter Steinen oder Pflanzen, sowie in Nagerbauten und hohlen Baumstämmen auf.

## Lebensweise
Die Tiere verlassen zwischen Ende Februar und Mitte April ihre Winterquartiere und sind bis September/Oktober aktiv. Bei der Paarung im Mai oder Juni wird das Weibchen durch einen Nackenbiss vom Männchen festgehalten. Die Gelege werden von Juni bis Juli abgesetzt und bestehen aus 3–7 Eiern mit 47–75 mm Länge und 10–18 mm Breite. Die Jungtiere schlüpfen von August bis September. Die Nahrung besteht größtenteils aus kleinen Nagetieren, aber auch aus Eidechsen. Bei Gefahr zeigen die Tiere eine Drohstellung und stoßen unter Zischen in Richtung des Angreifers, beißen aber nur selten zu. Die Art ist ungiftig.

## Gefährdung
Die IUCN listet die Art als nicht gefährdet (least concern) mit einem abnehmenden Populationstrend. Anderen Literaturangaben zufolge ist sie im gesamten Verbreitungsgebiet eine seltene Art, die vielerorts durch Lebensraumzerstörung bedroht ist.

## Unterarten
- Zamenis hohenackeri hohenackeri (Strauch, 1873)
- Zamenis hohenackeri lyciensis Hofmann, Mebert, Schulz, Helfenberger, Göçmen & Böhme
- Zamenis hohenackeri tauricus (Werner, 1873)